# Volksbank Raiffeisenbank Bad Oldesloe
Die Volksbank Raiffeisenbank eG, Bargteheide-Bergedorf-Stormarn-Vierlanden war eine Genossenschaftsbank mit Sitz in Bad Oldesloe.

## Geschichte
Die Volksbank eG, VBS ist aus der Verschmelzung von Vierländer Volksbank eG und Volksbank Stormarn eG hervorgegangen. Schon am 18. März 1892 gründeten 48 Bürger aus Kirchwerder die Kirchwärder Spar- und Leihkasse eGmbH. Am 31. Dezember 1987 fusionierten die Spar- und Darlehenskasse Altengamme eG und die Kirchwärder Spar- und Leihkasse eGmbH zur Vierländer Volksbank eG.
Im Verhältnis dazu spät wurde 1954 die Volksbank Bergedorf eGmbH bei der Gründungsversammlung im Gasthof Heinrich Olff von Bergedorfer Geschäftsleuten gegründet und noch im selben Jahr die ersten Geschäftsräume am Mohnhof 14 in Hamburg-Bergedorf eröffnet. 1955 folgte die erste Filiale am Lohbrügger Markt. 1956 erwarb die Genossenschaft das Grundstück Sachsentor 55 in Hamburg-Bergedorf, welches zeitweilig als Zentrale der Bank genutzt wurde und – zusammen mit dem später hinzugekauften Nachbargrundstück Nr. 57 – noch heute als Standort der Bergedorfer Geschäftsstelle dient. Weitere Geschäftsstellen wurden in Reinbek (1958), Trittau (1961) und Glinde (1964) eröffnet. 1987 folgte die erste Fusion mit der Volksbank eG Bad Oldesloe, in dessen Folge die Geschäftsstellen in Bad Oldesloe und Reinfeld (Holstein) hinzu kamen. Der Zusammenschluss mit der Raiffeisenbank Ochsenwerder im Jahre 1989 erweiterte das Geschäftsstellennetz erneut. 1990 gründete die Volksbank Stormarn eG zunächst ihr erstes Tochterunternehmen, die G&H Vermögensverwaltung GmbH. Im Jahre 1992 kam die WVB Immobilien GmbH hinzu. Der Zusammenschluss der Volksbank Stormarn eG mit der Raiffeisenbank eG, Bad Oldesloe in 2003 war die letzte Fusion des als Universalbank tätigen Kreditinstitutes. 2012 gründete die Volksbank Stormarn eG eine offizielle Zweigniederlassung unter der Firmierung Volksbank Bergedorf, um die regionale Verbundenheit zum Gründungsstandort zu untermauern.
2018 fusionierten die Volksbank Stormarn eG und die Vierländer Volksbank eG mit Sitz in Hamburg zur Volksbank eG, VBS. Im Jahre 2019 folgte die Fusion der Bank mit der Raiffeisenbank Bargteheide eG mit Sitz in Bargteheide. Der Name der Volksbank eG, VBS wurde am 8. Oktober 2019 in Volksbank Raiffeisenbank eG geändert.
Im Jahr 2021 wurde schließlich die Bank gemeinsam mit der Raiffeisenbank Ratzeburg auf die Volksbank Raiffeisenbank Itzehoe verschmolzen.

## Geschäftsgebiet
Das Geschäftsgebiet erstreckte sich vom südöstlichen Hamburger Stadtgebiet Vierlanden und Bergedorf über die Kreise Stormarn und Segeberg bis kurz vor Lübeck.
Die Geschäftsstellen waren aufgeteilt in vier Geschäftsstellen der Zweigniederlassung Vierländer Volksbank und eine Geschäftsstelle der Zweigniederlassung Volksbank Bergedorf auf Hamburger Boden sowie sieben Geschäftsstellen der Zweigniederlassung Volksbank Stormarn im Kreis Stormarn und zwei Geschäftsstellen im Kreis Segeberg.

## Tochtergesellschaften & Beteiligungen
- G & H Vermögensverwaltung GmbH
- WVB Immobilien GmbH

## Soziales Engagement
Die Volksbank Raiffeisenbank eG, Bad Oldesloe, förderte regionale Projekte wie Sportvereine, Jugendfeuerwehren, Freizeiteinrichtungen und Kindergruppen.
Zudem betrieb die Bank eine für diese Gruppen nutzbare Crowdfunding-Plattform. Auf der Crowdfunding-Plattform können als gemeinnützig anerkannte Vereine und Organisationen aus dem Geschäftsgebiet der Bank für ihre eigenen Projekte Spenden einsammeln. Die eingesammelten Spenden werden von der Bank aus einem Spendentopf zusätzlich gefördert.
An den folgenden Engagements beteiligt sich die Bank gezielt:

### Bürgerpreis Bergedorf
Gemeinsam mit der Bergedorfer Zeitung verlieh die Volksbank Raiffeisenbank eG jährlich den Bürgerpreis Bergedorf für außerordentliche Leistungen im Ehrenamt zum Wohle Anderer.

### Sterne des Sports
Ebenfalls jährlich schrieb die Volksbank Raiffeisenbank eG mit anderen teilnehmenden Genossenschaftsbanken und dem Deutschen Olympischen Sportbund die Sterne des Sports aus, bei denen regional tätige Vereine für besondere Ideen und Leistungen für ihr Engagement geehrt werden. Größter Erfolg in diesem Wettbewerb war die Prämierung des Hoisbütteler Sportvereins von 1955 e. V. im Januar 2013 in Berlin. Der Verein hatte sich im Jahr 2012 mit seinem Projekt „Integrationssport/ Inklusionssport - Sport für Alle“ auf die Sterne des Sports bei der damaligen Volksbank Stormarn beworben und sich mit Erfolgen auf regionaler sowie Landesebene für das Bundesfinale qualifiziert.

### Jugend creativ
Bei dem seit den 1970er Jahren stattfindenden internationalen Jugendwettbewerb jugend creativ der Volksbanken und Raiffeisenbanken bot die Volksbank Raiffeisenbank eG jungen Künstlern die Möglichkeit der Teilnahme. Größter Erfolg in diesem Wettbewerb war die Einreichung einer Bewerbung, die den Sieg auf Bundesebene in der Altersgruppe 2 (1. bis 4. Klassenstufe) im Jahr 2012 erzielte.

### Gabriele-Karola und Martin Hill-Stiftung
Die Volksbank Raiffeisenbank eG unterstützte diese Stiftung, die hilft, dass eine Ausbildung nicht an wirtschaftlichen Verhältnissen, der Herkunft oder den aktuellen Zeugnissen eines jungen Menschen scheitert. Die Stiftung wurde von einem früheren Vorstandsmitglied der damaligen Volksbank Bergedorf und dessen Ehefrau gegründet.

## Verbundpartner
Die Volksbank Raiffeisenbank eG gehörte zur genossenschaftlichen FinanzGruppe der Volksbanken und Raiffeisenbanken. Sie arbeitete mit folgenden Verbundunternehmen zusammen:
- Bausparkasse Schwäbisch Hall AG
- R+V Versicherung AG
- Union Investment AG
- Team Bank AG
- DZ Bank AG
- DZ Privatbank AG
- Münchener Hypothekenbank eG
- DZ Hyp
- VR Smart Finanz
- VR Payment GmbH
- R+V 24
- ReiseBank AG
- Fiducia & GAD IT AG
- VR-NetWorld GmbH